# مریت‌نیت
| 𓌺𓋎                                             |
| مریت‌نیت به هیروگلیف                            |
| دوره: دوره آغازین دودمانی مصر (۳۱۵۰–۲۶۸۶ ق.م.) |
|                                                |
|                                                |

مریت‌نیت (انگلیسی: Meritneith؛ ‏مصری باستان: Mr(j.t) Nj.t) یکی از فرمانروایان دودمان نخست مصر بود.
وی که فرزند دجر سومین فرعون بود با برادر خود دجت چهارمین فرعون مصر ازدواج کرده و به عنوان ملکه دست یافته بود، مریت‌نیت پس از مرگ شوهرش به دلیل کوچک بودن پسرش دن به قدرت رسید و تا زمان بلوغ وی حکمرانی کرد.